# Tour Intact

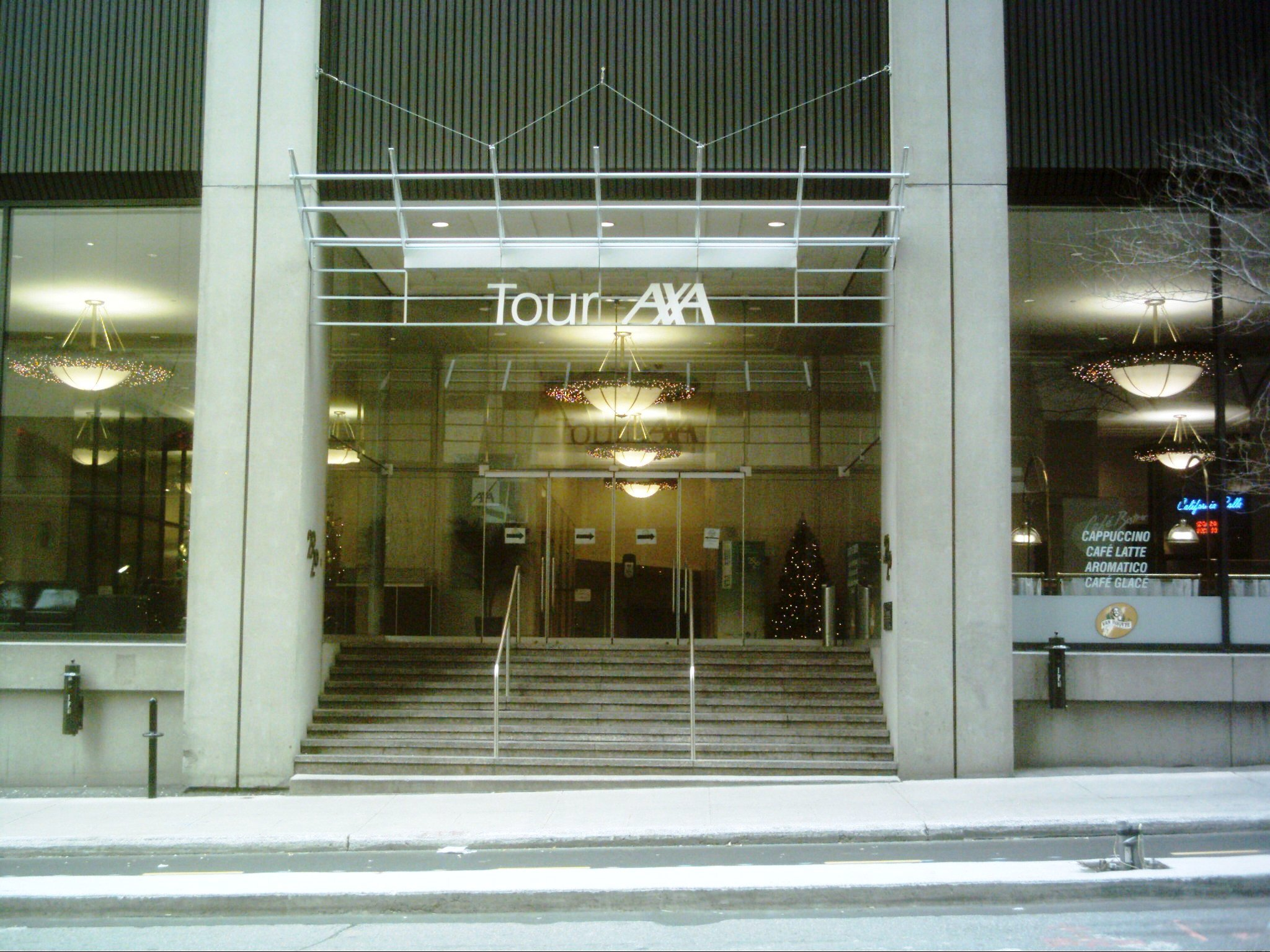
Entrée de la Tour (décembre 2009)

La Tour Intact (Le 2020 University) est un gratte-ciel de Montréal situé au 2020, boulevard Robert-Bourassa. Il a été bâti en 1973, mesure 104 mètres de hauteur et compte 26 étages. Bien que le siège social officiel de Intact soit à Toronto, ses principales activités sont concentrées dans cette tour.
Sa hauteur est identique à celle du gratte-ciel Place Sherbrooke, qui compte le même nombre d'étages, et l'Hôtel Omni Montréal, qui en compte 32. Il est le 52e ex æquo bâtiment le plus haut de la ville, devant l'Édifice La Laurentienne (en) (102 mètres), et derrière la Maison de Radio-Canada (105 mètres).
Auparavant appelé la tour Axa, le bâtiment abrite maintenant la compagnie Intact Assurance, acquéreur d'Axa Canada en 2011. Il se situe à proximité de la station McGill.
En 2013, le bâtiment est rénové et modernisé. Certaines sources mentionnent que la galerie marchande au niveau du métro McGill fermera complètement. Que la terrasse au niveau du 4e étage sera complètement refaite et que la base donnant sur Maisonneuve sera complètement restaurée : vitrée et accueillant de nouveaux commerçants donnant sur la rue.